# Elliott-Nunatak
Der Elliott-Nunatak ist ein großer und 2165 m hoher Nunatak im westantarktischen Marie-Byrd-Land. Er ragt 1,5 km westlich des Drake-Nunataks am Zentrum des Bermel Escarpment in den Thiel Mountains auf.
Peter Bermel und Arthur B. Ford, die gemeinsam eine Expedition des United States Geological Survey von 1960 bis 1961 in die Thiel Mountains leiteten, nahmen die Benennung vor. Namensgeber ist der US-amerikanische Geologe Raymond L. Elliott, ein weiterer Teilnehmer an dieser Expedition.